# Оразмурадов, Довран Рахимбердыевич
Довран Рахимбердыевич Оразмурадов (туркм. Döwran Orazmyradow) — туркменский государственный деятель.

## Биография
Родился в 1979 году в Ашхабаде.
Образование высшее. В 2000 году окончил исторический факультет Туркменского государственного университета. По специальности — преподаватель истории.
Трудовой путь начал в 2002 году заместителем директора частного предприятия «Täze Asyr». В 2005 году работал старшим инспектором по кадрам гостиницы «Мизан» бизнес-центра «Мизан» Министерства торговли и потребительской кооперации Туркменистана, затем до августа 2009 года — архивариусом, главным специалистом отдела оценки, главным специалистом отдела анализа цен и изучения рынка Государственной товарно-сырьевой биржи Туркменистана.
В 2009—2010 годы работал в должности главного специалиста управления по производству, подготовке и переработке плодоовощной продукции Государственного объединения пищевой промышленности Туркменистана.
В 2010—2011 годы работал директором Абаданского торгово-закупочного объединения, затем до 2013 года — временно исполнял обязанности председателя Анауского потребительского общества союза потребительских обществ Ахалского велаята Министерства торговли и внешнеэкономических связей Туркменистана.
В 2013—2014 годы работал директором государственного предприятия «Türkmendașarysöwda» Министерства торговли и внешнеэкономических связей Туркменистана.
03.04.2014 — 09.04.2016 — председатель Торгово-промышленной палаты Туркменистана.
09.04.2016 — 31.07.2018 — министр торговли и внешнеэкономических связей Туркменистана.
31 июля 2018 года уволен в связи с переходом на другую работу.
Дальнейшая судьба неизвестна.

## Награды
- Медаль «Махтумкули Фраги»

## Варианты транскрипции фамилии
- Фамилия: Оразмырадов